# Bussières, Côte-d'Or
Bussières är en kommun i departementet Côte-d'Or i regionen Bourgogne-Franche-Comté i östra Frankrike. Kommunen ligger i kantonen Grancey-le-Château-Neuvelle som tillhör arrondissementet Dijon. År 2022 hade Bussières 44 invånare.

## Befolkningsutveckling
Antalet invånare i kommunen Bussières
Referens:INSEE